# I Kissed a Girl
„I Kissed a Girl“ је песма америчке кантауторке Кејти Пери. Издата је 6. маја 2008, као други сингл са албума „One of the Boys“.